# Minutacaris hippuris
Minutacaris hippuris is een eenoogkreeftjessoort uit de familie van de Parastenocarididae. De wetenschappelijke naam van de soort is voor het eerst geldig gepubliceerd in 1938 door Hertzog.